# Problemas de Landau

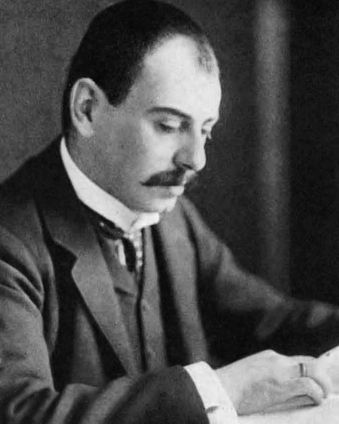
Edmund Landau

Los Problemas de Landau son cuatro conocidos problemas básicos sobre los números primos, que Edmund Landau catalogó como "inabarcables en el estado actual de la ciencia" durante el Quinto Congreso Internacional de Matemáticos del año 1912.
Los cuatro problemas son los siguientes:
- La conjetura de Goldbach, que establece que todos los números pares mayores que 2 se pueden expresar como la suma de dos números primos.
- La conjetura de los números primos gemelos, que establece que hay infinitos números primos p tales que (p+2) también es un número primo.
- La conjetura de Legendre, que establece que siempre existe un número primo entre dos cuadrados perfectos.
- La conjetura de que hay infinitos números primos p tales que (p - 1) es un cuadrado perfecto. Dicho de otra forma, hay infinitos números primos de la forma {\displaystyle n^{2}+1}.

Hasta la fecha, ninguno de estos problemas ha sido resuelto.

## Progreso

### Conjetura de Goldbach
El teorema de Vinográdov demuestra la conjetura débil de Goldbach para los n suficientemente grandes. Deshouillers, Effinger, te Riele y Zinoviev demostraron la conjetura débil de forma condicional bajo la hipótesis generalizada de Riemann. Se sabe que la conjetura débil se cumple para todo n fuera del intervalo {\displaystyle (10^{20},e^{3100}).}
Finalmente, a principios de 2013, esta conjetura fue rigurosamente demostrada por el matemático peruano Harald Helfgott, luego de 271 años desde su formulación. 
El teorema de Chen demuestra que para todos los n suficientemente grandes, {\displaystyle 2n=p+q} donde p es primo y q es primo o semiprimo. Montgomery y Vaughan demostraron que el conjunto excepcional de los números pares que no se pueden expresar como suma de dos primos tenía densidad cero.

### Conjetura de los números primos gemelos
Goldston, Pintz y Yıldırım demostraron que la diferencia entre dos números primos consecutivos puede ser mucho menor que la diferencia media entre dos primos consecutivos:
{\displaystyle \liminf {\frac {p_{n+1}-p_{n}}{{\sqrt {\log p_{n}}}(\log \log p_{n})^{2}}}<\infty .}
Anteriormente, demostraron condicionalmente una versión más débil de la conjetura de los números primos gemelos en la que existen infinitos números primos p tales que {\displaystyle \pi (p+20)-\pi (p)\geq 1}, bajo la conjetura de Elliott-Halberstam. {\displaystyle \pi (x)} es la función enumerativa de números primos. La conjetura de los primos gemelos sustituye el 20 de la expresión por 2.
Chen demostró que existen infinitos primos p (que posteriormente se dieron a conocer como números primos de Chen) tales que p+2 es primo o semiprimo.

### Conjetura de Legendre
Basta comprobar que, para cada número primo p, la diferencia con el siguiente número primo es menor que {\displaystyle 2{\sqrt {p}}}. Una tabla de diferencias maximales entre primos consecutivos muestra que la conjetura se verifica hasta 1018. Un contraejemplo próximo a 1018 requeriría una diferencia entre un primo y el siguiente cincuenta millones de veces mayor que la diferencia media.
Un resultado de Ingham muestra que existe un número primo entre {\displaystyle n^{3}} y {\displaystyle (n+1)^{3}} para cada n lo suficientemente grande.

### Primos de la forman2+1{\displaystyle n^{2}+1}
El teorema de Friedlander-Iwaniec muestra que hay infinitos números primos de la forma {\displaystyle x^{2}+y^{4}}. Iwaniec también señaló que existen infinitos números de la forma {\displaystyle n^{2}+1} con a lo sumo dos factores primos.